# ソニア・レヴィン
ソニア・レヴィン（Sonya Levien, 1888年12月25日 - 1960年3月19日）は、ロシア生まれのアメリカ合衆国の脚本家である。1896年に家族とともにニューヨークに移住。
秘書、編集者、作家をへて、脚本家となる。
1921年から1962年までに72作品にクレジットされている。1955年の映画『わが愛は終りなし』でアカデミー脚本賞を獲得した。

## 主なフィルモグラフィ
- Salome of the Tenements (1925)
- The Princess from Hoboken (1927)
- 老番人 A Ship Comes In (1928)
- 渦巻く都会 The Power of the Press (1928)
- 熱砂果つるところ Behind That Curtain (1929)
- 幸運の星 Lucky Star (1929)
- So This Is London (1930)
- The Brat (1931)
- デリシャス Delicious (1931)
- カヴァルケード Cavalcade (1933)
- あめりか祭 State Fair (1933)
- 紐育の口笛 Change of Heart (1934)
- ホワイト・パレード The White Parade (1934)
- シカゴ In Old Chicago (1937)
- 四人の復讐 Four Men and a Prayer (1938)
- 牧童と貴婦人 The Cowboy and the Lady (1938)
- モホークの太鼓 Drums Along the Mohawk (1939)
- ノートルダムの傴僂男 The Hunchback of Notre Dame (1939)
- 美人劇場 Ziegfeld Girl (1941)
- 愛の決断 The Valley of Decision (1945)
- ステート・フェア State Fair (1945)
- 育ちゆく年 The Green Years (1946)
- 歌劇王カルーソ The Great Caruso (1951)
- クォ・ヴァディス Quo Vadis (1951)
- メリイ・ウィドウ The Merry Widow (1952)
- 皇太子の初恋 The Student Prince (1954)
- わが愛は終りなし Interrupted Melody (1955)
- オクラホマ! Oklahoma! (1955)
- ボワニー分岐点 Bhowani Junction (1956)
- 女ひとり Jeanne Eagels (1957)
- ステート・フェア State Fair (1962)